# ¡Toma salami!
¡Toma salami! fue un programa de divulgación producido por Producciones Mandarina y presentado por Javier Capitán. Se estrenó en Factoría de Ficción el 1 de julio de 2019 y, entre el 22 de julio y el 10 de septiembre, se emitió también en el access prime time de Telecinco, hecho que se repitió en el verano de 2020. En él se hace un repaso en tono de humor a los momentos más memorables de la historia de Mediaset España por temáticas. Como curiosidad, el título se basó en una de las famosas frases de Amador Rivas en la serie La que se avecina. Finalizó el 31 de diciembre de 2020.

## Formato
Este programa rememora los momentos más destacados de la videoteca de Mediaset España, habiendo un tema diferente en cada episodio. La voz en off del programa corresponde al presentador y humorista Javier Capitán.

## Temporadas y programas
| Temporada | Temporada | Programas | Estreno             | Final                   | Audiencia media | Audiencia media | Audiencia media |
| Temporada | Temporada | Programas | Estreno             | Final                   | Espectadores    | Cuota           |                 |
| --------- | --------- | --------- | ------------------- | ----------------------- | --------------- | --------------- | --------------- |
|           | 1         | 117       | 1 de julio de 2019  | 2 de enero de 2020      | 477 000         | 4,0%            |                 |
|           | 2         | 120       | 27 de enero de 2020 | 31 de diciembre de 2020 | 83 000          | 4,2%            |                 |
| Total     | Total     | 237       | 2019                | 2020                    | 280 000         | 4,1%            |                 |

### 1.ª temporada (2019-2020)
| 1   | 1   | 1 de julio de 2019       | El amor está en el aire     | 406 000 (3,7%)   |
| 2   | 2   | 2 de julio de 2019       | Reporteros en acción        | 319 000 (2,8%)   |
| 3   | 3   | 3 de julio de 2019       | Estrellas internacionales   | 293 000 (2,7%)   |
| 4   | 4   | 4 de julio de 2019       | Belén Esteban               | 257 000 (2,4%)   |
| 5   | 5   | 5 de julio de 2019       | Me paso el día bailando     | 298 000 (2,7%)   |
| 6   | 6   | 8 de julio de 2019       | Cosas del directo           | 260 000 (2,4%)   |
| 7   | 7   | 9 de julio de 2019       | Amores de verano            | 292 000 (2,6%)   |
| 8   | 8   | 10 de julio de 2019      | Primeras veces              | 312 000 (2,9%)   |
| 9   | 9   | 11 de julio de 2019      | Espérame en el cielo        | 330 000 (3,0%)   |
| 10  | 10  | 12 de julio de 2019      | Dúos inolvidables           | 234 000 (2,2%)   |
| 11  | 11  | 15 de julio de 2019      | Cosas de niños              | 247 000 (2,3%)   |
| 12  | 12  | 16 de julio de 2019      | María Teresa Campos         | 292 000 (2,6%)   |
| 13  | 13  | 17 de julio de 2019      | Lo importante es concursar  | 280 000 (2,6%)   |
| 14  | 14  | 18 de julio de 2019      | Cuerpos de escándalo        | 323 000 (3,1%)   |
| 15  | 15  | 19 de julio de 2019      | Imitadores e imitados       | 224 000 (2,2%)   |
| 16  | 16  | 22 de julio de 2019      | ¡Tierra trágame!            | 1 197 000 (9,2%) |
| 17  | 17  | 23 de julio de 2019      | Fenómeno fan                | 1 179 000 (9,0%) |
| 18  | 18  | 24 de julio de 2019      | Estas son las mañanitas     | 1 021 000 (8,4%) |
| 19  | 19  | 25 de julio de 2019      | Risto Mejide                | 1 184 000 (9,4%) |
| 20  | 20  | 26 de julio de 2019      | La vida te da sorpresas     | 281 000 (2,7%)   |
| 21  | 21  | 29 de julio de 2019      | Talentosos                  | 1 197 000 (9,0%) |
| 22  | 22  | 30 de julio de 2019      | Don de lenguas              | 1 187 000 (9,1%) |
| 23  | 23  | 31 de julio de 2019      | Animaladas                  | 1 197 000 (9,5%) |
| 24  | 24  | 1 de agosto de 2019      | Mercedes Milá               | 1 129 000 (9,0%) |
| 25  | 25  | 2 de agosto de 2019      | Érase una vez en Telecinco  | 271 000 (2,6%)   |
| 26  | 26  | 5 de agosto de 2019      | Coletillas                  | 1 095 000 (8,9%) |
| 27  | 27  | 6 de agosto de 2019      | ¡Al agua, patos!            | 1 079 000 (8,9%) |
| 28  | 28  | 7 de agosto de 2019      | Viajeros y aventureros      | 993 000 (8,0%)   |
| 29  | 29  | 8 de agosto de 2019      | Jesús Vázquez               | 1 009 000 (8,8%) |
| 30  | 30  | 9 de agosto de 2019      | Magazines                   | 227 000 (2,3%)   |
| 31  | 31  | 12 de agosto de 2019     | Espectacular                | 1 064 000 (8,6%) |
| 32  | 32  | 13 de agosto de 2019     | Paz Padilla                 | 1 136 000 (9,6%) |
| 33  | 33  | 14 de agosto de 2019     | Nos vamos de fiesta         | 829 000 (7,8%)   |
| 34  | 34  | 15 de agosto de 2019     | Chistes y chistosos         | 808 000 (7,7%)   |
| 35  | 35  | 19 de agosto de 2019     | Suplentes de lujo           | 902 000 (7,3%)   |
| 36  | 36  | 20 de agosto de 2019     | Los malos de la película    | 1 083 000 (8,7%) |
| 37  | 37  | 21 de agosto de 2019     | Todo por la fama            | 1 043 000 (8,5%) |
| 38  | 38  | 22 de agosto de 2019     | Carlos Sobera               | 1 161 000 (9,7%) |
| 39  | 39  | 23 de agosto de 2019     | La calle es suya            | 207 000 (2,1%)   |
| 40  | 40  | 26 de agosto de 2019     | Jet set                     | 1 109 000 (8,1%) |
| 41  | 41  | 27 de agosto de 2019     | Lo que diga la rubia        | 989 000 (7,6%)   |
| 42  | 42  | 28 de agosto de 2019     | La canción del verano       | 1 069 000 (8,4%) |
| 43  | 43  | 29 de agosto de 2019     | Bertín Osborne              | 1 066 000 (8,5%) |
| 44  | 44  | 30 de agosto de 2019     | Mundo insólito              | 189 000 (1,8%)   |
| 45  | 45  | 2 de septiembre de 2019  | Jorge Javier Vázquez        | 1 333 000 (9,2%) |
| 46  | 46  | 3 de septiembre de 2019  | Al aparato                  | 1 227 000 (8,5%) |
| 47  | 47  | 4 de septiembre de 2019  | Géneros TV                  | 1 158 000 (8,1%) |
| 48  | 48  | 5 de septiembre de 2019  | Dejaron huella              | 1 128 000 (7,5%) |
| 49  | 49  | 6 de septiembre de 2019  | Asturias, patria querida    | 205 000 (1,9%)   |
| 50  | 50  | 9 de septiembre de 2019  | La vuelta al cole           | 1 391 000 (8,9%) |
| 51  | 51  | 10 de septiembre de 2019 | GH habitantes de la casa    | 1 263 000 (8,3%) |
| 52  | 52  | 11 de septiembre de 2019 | Catalanes en la tele        | 176 000 (1,6%)   |
| 53  | 53  | 12 de septiembre de 2019 | Jesús Gil                   | 214 000 (1,9%)   |
| 54  | 54  | 13 de septiembre de 2019 | Pero, ¿qué invento es este? | 191 000 (1,7%)   |
| 55  | 55  | 16 de septiembre de 2019 | Los de la movida            | 204 000 (1,9%)   |
| 56  | 56  | 17 de septiembre de 2019 | Chulazos                    | 240 000 (2,3%)   |
| 57  | 57  | 18 de septiembre de 2019 | Leticia Sabater             | 249 000 (2,4%)   |
| 58  | 58  | 19 de septiembre de 2019 | GH: los VIPs                | 209 000 (2,0%)   |
| 59  | 59  | 20 de septiembre de 2019 | Viva la madre que te parió  | 192 000 (1,8%)   |
| 60  | 60  | 23 de septiembre de 2019 | Hinchas                     | 290 000 (2,7%)   |
| 61  | 61  | 24 de septiembre de 2019 | Italianos en España         | 253 000 (2,5%)   |
| 62  | 62  | 25 de septiembre de 2019 | Emilio Aragón               | 216 000 (2,1%)   |
| 63  | 63  | 26 de septiembre de 2019 | GH: los dúos                | 202 000 (2,0%)   |
| 64  | 64  | 30 de septiembre de 2019 | Misses                      | 229 000 (2,2%)   |
| 65  | 65  | 1 de octubre de 2019     | Folclóricas                 | 183 000 (1,8%)   |
| 66  | 66  | 2 de octubre de 2019     | Ana Rosa Quintana           | 191 000 (1,9%)   |
| 67  | 67  | 3 de octubre de 2019     | La boda de Cristina e Iñaki | 181 000 (1,9%)   |
| 68  | 68  | 7 de octubre de 2019     | Cámaras ocultas             | 231 000 (2,3%)   |
| 69  | 69  | 8 de octubre de 2019     | Políticos                   | 236 000 (2,4%)   |
| 70  | 70  | 9 de octubre de 2019     | ValenciAliCastellón         | 185 000 (1,8%)   |
| 71  | 71  | 10 de octubre de 2019    | GH: las pruebas             | 194 000 (2,0%)   |
| 72  | 72  | 14 de octubre de 2019    | Sagas: los Pantoja          | 233 000 (2,1%)   |
| 73  | 73  | 15 de octubre de 2019    | Los Morancos                | 230 000 (2,3%)   |
| 74  | 74  | 16 de octubre de 2019    | Cocinillas                  | 194 000 (1,9%)   |
| 75  | 75  | 17 de octubre de 2019    | GH: Momentazos de plató     | 244 000 (2,5%)   |
| 76  | 76  | 21 de octubre de 2019    | GOT los jueces              | 207 000 (2,0%)   |
| 77  | 77  | 22 de octubre de 2019    | Typical Spanish             | 238 000 (2,2%)   |
| 78  | 78  | 23 de octubre de 2019    | Dando el cante              | 141 000 (1,4%)   |
| 79  | 79  | 24 de octubre de 2019    | Money money                 | 216 000 (2,1%)   |
| 80  | 80  | 28 de octubre de 2019    | Bichos                      | 178 000 (1,8%)   |
| 81  | 81  | 29 de octubre de 2019    | GH VIP 7: ¿Quién es quién?  | 181 000 (1,9%)   |
| 82  | 82  | 30 de octubre de 2019    | Aramís Fuster               | 186 000 (1,9%)   |
| 83  | 83  | 31 de octubre de 2019    | Halloween                   | 216 000 (2,2%)   |
| 84  | 84  | 4 de noviembre de 2019   | Belén contra el mundo       | 215 000 (2,0%)   |
| 85  | 85  | 5 de noviembre de 2019   | LQSA: Amador                | 190 000 (1,8%)   |
| 86  | 86  | 6 de noviembre de 2019   | Larga vida al rock and roll | 206 000 (2,0%)   |
| 87  | 87  | 7 de noviembre de 2019   | Ylenia                      | 151 000 (1,5%)   |
| 88  | 88  | 11 de noviembre de 2019  | GT lo mejor y lo peor       | 212 000 (2,0%)   |
| 89  | 89  | 12 de noviembre de 2019  | Influencers                 | 222 000 (2,1%)   |
| 90  | 90  | 13 de noviembre de 2019  | Los Gipsy Kings             | 163 000 (1,6%)   |
| 91  | 91  | 14 de noviembre de 2019  | Elena y Jaime               | 175 000 (1,5%)   |
| 92  | 92  | 18 de noviembre de 2019  | Bares de series             | 234 000 (2,2%)   |
| 93  | 93  | 19 de noviembre de 2019  | El año 2000                 | 141 000 (1,3%)   |
| 94  | 94  | 20 de noviembre de 2019  | LQSA: Antonio Recio         | 244 000 (2,3%)   |
| 95  | 95  | 21 de noviembre de 2019  | Deportistas                 | 229 000 (2,1%)   |
| 96  | 96  | 25 de noviembre de 2019  | Jesús Calleja               | 140 000 (1,3%)   |
| 97  | 97  | 26 de noviembre de 2019  | Triunfitos                  | 199 000 (1,9%)   |
| 98  | 98  | 27 de noviembre de 2019  | LQSA: Fermín Trujillo       | 187 000 (1,9%)   |
| 99  | 99  | 28 de noviembre de 2019  | Programas de citas          | 236 000 (2,2%)   |
| 100 | 100 | 2 de diciembre de 2019   | DJ's                        | 172 000 (1,6%)   |
| 101 | 101 | 3 de diciembre de 2019   | Pa' habernos matao          | 153 000 (1,5%)   |
| 102 | 102 | 4 de diciembre de 2019   | LQSA: Estela Reynolds       | 262 000 (2,5%)   |
| 103 | 103 | 5 de diciembre de 2019   | Atontaos                    | 181 000 (1,9%)   |
| 104 | 104 | 9 de diciembre de 2019   | Lo tengo repe               | 202 000 (1,8%)   |
| 105 | 105 | 10 de diciembre de 2019  | El año 2006                 | 172 000 (1,7%)   |
| 106 | 106 | 11 de diciembre de 2019  | Mamá, quiero ser reportero  | 225 000 (2,2%)   |
| 107 | 107 | 12 de diciembre de 2019  | O sea, pijas                | 158 000 (1,5%)   |
| 108 | 108 | 16 de diciembre de 2019  | El año 1998                 | 210 000 (2,0%)   |
| 109 | 109 | 17 de diciembre de 2019  | Lo mejor de GH VIP 7        | 182 000 (1,8%)   |
| 110 | 110 | 18 de diciembre de 2019  | ¡Al turrón!                 | 222 000 (2,2%)   |
| 111 | 111 | 19 de diciembre de 2019  | El Gordo                    | 194 000 (1,8%)   |
| 112 | 112 | 23 de diciembre de 2019  | Navidad, dulce Navidad      | 179 000 (1,7%)   |
| 113 | 113 | 24 de diciembre de 2019  | Nochebuena                  | 206 000 (1,8%)   |
| 114 | 114 | 26 de diciembre de 2019  | Santos inocentes            | 177 000 (1,7%)   |
| 115 | 115 | 30 de diciembre de 2019  | Lo mejor de 2019            | 208 000 (1,9%)   |
| 116 | 116 | 31 de diciembre de 2019  | Campanadas                  | 278 000 (2,2%)   |
| 117 | 117 | 2 de enero de 2020       | Los Reyes Magos             | 281 000 (2,5%)   |

### 2.ª temporada (2020)
| 1   | 118 | 27 de enero de 2020     | ¿Dónde estabas en 1990?                    | 224 000 (2,0%)    |
| 2   | 119 | 28 de enero de 2020     | Carmen Sevilla                             | 259 000 (2,4%)    |
| 3   | 120 | 29 de enero de 2020     | Señoras que...                             | 222 000 (2,0%)    |
| 4   | 121 | 30 de enero de 2020     | Bajo cero                                  | 209 000 (2,0%)    |
| 5   | 122 | 3 de febrero de 2020    | ¿Dónde estabas en 2002?                    | 213 000 (2,1%)    |
| 6   | 123 | 4 de febrero de 2020    | LQSA: El club de los leones                | 224 000 (2,3%)    |
| 7   | 124 | 5 de febrero de 2020    | Superhéroes                                | 216 000 (2,2%)    |
| 8   | 125 | 6 de febrero de 2020    | Salami Fit                                 | 195 000 (1,9%)    |
| 9   | 126 | 10 de febrero de 2020   | Niu York, Niu York                         | 291 000 (2,8%)    |
| 10  | 127 | 11 de febrero de 2020   | Malotes                                    | 188 000 (1,8%)    |
| 11  | 128 | 12 de febrero de 2020   | Gente de campo                             | 194 000 (1,8%)    |
| 12  | 129 | 13 de febrero de 2020   | Made in China                              | 200 000 (2,0%)    |
| 13  | 130 | 17 de febrero de 2020   | Concha Velasco                             | 220 000 (2,1%)    |
| 14  | 131 | 18 de febrero de 2020   | Divas                                      | 180 000 (1,7%)    |
| 15  | 132 | 19 de febrero de 2020   | Not Talent                                 | 181 000 (1,8%)    |
| 16  | 133 | 20 de febrero de 2020   | La vida es un carnaval                     | 248 000 (2,5%)    |
| 17  | 134 | 24 de febrero de 2020   | ¿Y tú de qué vas?                          | 178 000 (1,7%)    |
| 18  | 135 | 25 de febrero de 2020   | Ídolos de los 90                           | 246 000 (2,4%)    |
| 19  | 136 | 26 de febrero de 2020   | Perdidos                                   | 241 000 (2,3%)    |
| 20  | 137 | 27 de febrero de 2020   | Supervivientes: Los ganadores              | 172 000 (1,7%)    |
| 21  | 138 | 2 de marzo de 2020      | Visitas                                    | 205 000 (1,8%)    |
| 22  | 139 | 3 de marzo de 2020      | Telecinco presenta...                      | 224 000 (2,2%)    |
| 23  | 140 | 4 de marzo de 2020      | Londres                                    | 216 000 (2,1%)    |
| 24  | 141 | 9 de marzo de 2020      | Supervivientes: Las pruebas                | 261 000 (2,5%)    |
| 25  | 142 | 10 de marzo de 2020     | Este programa es una caca                  | 208 000 (2,0%)    |
| 26  | 143 | 11 de marzo de 2020     | Roma                                       | 148 000 (1,5%)    |
| 27  | 144 | 16 de marzo de 2020     | LQSA: Javi y Lola                          | 250 000 (1,5%)    |
| 28  | 145 | 13 de julio de 2020     | Supervivientes: Las galas                  | 123 000 (1,3%)    |
| 29  | 146 | 14 de julio de 2020     | Cuando haces pop                           | 100 000 (1,2%)    |
| 30  | 147 | 15 de julio de 2020     | Fallas                                     | 123 000 (1,4%)    |
| 31  | 148 | 16 de julio de 2020     | Récords                                    | 101 000 (1,1%)    |
| 32  | 149 | 17 de julio de 2020     | Karaoke                                    | 96 000 (1,0%)     |
| 33  | 150 | 20 de julio de 2020     | Supervivientes 2020: ¿Quién es quién?      | 104 000 (1,1%)    |
| 34  | 151 | 21 de julio de 2020     | La Feria de Abril                          | 99 000 (1,0%)     |
| 35  | 152 | 22 de julio de 2020     | LQSA: Me encanta que los planes salgan mal | 73 000 (0,8%)     |
| 36  | 153 | 22 de julio de 2020     | Azafatas                                   | 1 293 000 (10,3%) |
| 37  | 154 | 23 de julio de 2020     | LQSA: Las juntas                           | 98 000 (1,1%)     |
| 38  | 155 | 19 de octubre de 2020   | Quiero ir de público a Sálvame             | 13 000 (2,2%)     |
| 39  | 156 | 20 de octubre de 2020   | ¡Alto! o mi madre dispara                  | 22 000 (3,4%)     |
| 40  | 157 | 21 de octubre de 2020   | Yo trabajo en la tele                      | 37 000 (5,3%)     |
| 41  | 158 | 22 de octubre de 2020   | Loreto Valverde                            | 23 000 (3,6%)     |
| 42  | 159 | 23 de octubre de 2020   | Todos tenemos un pasado                    | 33 000 (5,2%)     |
| 43  | 160 | 26 de octubre de 2020   | Los Flores                                 | 26 000 (3,9%)     |
| 44  | 161 | 27 de octubre de 2020   | Informadores                               | 24 000 (3,6%)     |
| 45  | 162 | 28 de octubre de 2020   | Nací "enfadao"                             | 35 000 (4,8%)     |
| 46  | 166 | 29 de octubre de 2020   | La Patiño                                  | 19 000 (3,2%)     |
| 47  | 164 | 30 de octubre de 2020   | Semana Santa                               | 31 000 (4,5%)     |
| 48  | 165 | 2 de noviembre de 2020  | A tope de amor                             | 15 000 (2,7%)     |
| 49  | 166 | 3 de noviembre de 2020  | Operación Bikini                           | 27 000 (4,4%)     |
| 50  | 167 | 4 de noviembre de 2020  | Xuxa                                       | 16 000 (1,9%)     |
| 51  | 168 | 4 de noviembre de 2020  | ¡Vaya cuadro!                              | 25 000 (0,9%)     |
| 52  | 169 | 5 de noviembre de 2020  | Miami                                      | 27 000 (3,9%)     |
| 53  | 170 | 5 de noviembre de 2020  | Lydia Lozano                               | 22 000 (0,9%)     |
| 54  | 171 | 6 de noviembre de 2020  | Losers                                     | 19 000 (0,8%)     |
| 55  | 172 | 6 de noviembre de 2020  | Ruedas de prensa                           | 20 000 (2,9%)     |
| 56  | 173 | 9 de noviembre de 2020  | Madriz                                     | 27 000 (4,3%)     |
| 57  | 174 | 9 de noviembre de 2020  | Vamos a la playa                           | 35 000 (1,5%)     |
| 58  | 175 | 10 de noviembre de 2020 | Espejito, espejito                         | 31 000 (4,7%)     |
| 59  | 176 | 10 de noviembre de 2020 | ¡Ojo, que mancha!                          | 15 000 (0,7%)     |
| 60  | 177 | 11 de noviembre de 2020 | Más estrellas que en el cielo              | 24 000 (1,1%)     |
| 61  | 178 | 11 de noviembre de 2020 | Los de CQC                                 | 32 000 (5,6%)     |
| 62  | 179 | 12 de noviembre de 2020 | La boda de Felipe y Letizia                | 37 000 (5,5%)     |
| 63  | 180 | 12 de noviembre de 2020 | Motorizados                                | 20 000 (1,0%)     |
| 64  | 181 | 13 de noviembre de 2020 | Real Academia de la lengua millenial       | 21 000 (0,9%)     |
| 65  | 182 | 13 de noviembre de 2020 | ¡Felicidades Telecinco!                    | 28 000 (4,3%)     |
| 66  | 183 | 16 de noviembre de 2020 | Lloricas                                   | 25 000 (3,7%)     |
| 67  | 184 | 16 de noviembre de 2020 | El planeta de los niños                    | 32 000 (1,6%)     |
| 68  | 185 | 17 de noviembre de 2020 | Rock me, baby                              | 29 000 (4,6%)     |
| 69  | 186 | 17 de noviembre de 2020 | Supervivientes: Momentazos                 | 27 000 (1,3%)     |
| 70  | 187 | 18 de noviembre de 2020 | Maldito muñeco                             | 19 000 (2,8%)     |
| 71  | 188 | 18 de noviembre de 2020 | Soy gitano                                 | 10 000 (0,5%)     |
| 72  | 189 | 19 de noviembre de 2020 | Cracks                                     | 14 000 (0,7%)     |
| 73  | 190 | 19 de noviembre de 2020 | Bodas, boditas y bodorrios                 | 21 000 (3,4%)     |
| 74  | 191 | 20 de noviembre de 2020 | Vedettes                                   | 18 000 (2,5%)     |
| 75  | 192 | 20 de noviembre de 2020 | Al mal tiempo, buena cara                  | 18 000 (0,8%)     |
| 76  | 193 | 23 de noviembre de 2020 | Perrea, perrea                             | 31 000 (4,8%)     |
| 77  | 194 | 23 de noviembre de 2020 | El tomate: Momentazos                      | 22 000 (1,0%)     |
| 78  | 195 | 24 de noviembre de 2020 | Víctor Sandoval                            | 20 000 (2,9%)     |
| 79  | 196 | 24 de noviembre de 2020 | Politiqueo                                 | 26 000 (1,1%)     |
| 80  | 197 | 25 de noviembre de 2020 | Las Vegas                                  | 43 000 (6,4%)     |
| 81  | 198 | 25 de noviembre de 2020 | Bellezas al agua                           | 37 000 (1,7%)     |
| 82  | 199 | 26 de noviembre de 2020 | Colaboradores de Sálvame                   | 39 000 (5,9%)     |
| 83  | 200 | 26 de noviembre de 2020 | Como un pulpo en un garaje                 | 10 000 (0,5%)     |
| 84  | 201 | 27 de noviembre de 2020 | Gemelos                                    | 10 000 (1,4%)     |
| 85  | 202 | 27 de noviembre de 2020 | Pablo Carbonell                            | 29 000 (1,3%)     |
| 86  | 203 | 30 de noviembre de 2020 | París                                      | 40 000 (6,4%)     |
| 87  | 204 | 30 de noviembre de 2020 | Aventureros Express                        | 19 000 (0,8%)     |
| 88  | 205 | 1 de diciembre de 2020  | Yayos                                      | 23 000 (3,2%)     |
| 89  | 206 | 1 de diciembre de 2020  | Animales en serie                          | 33 000 (1,5%)     |
| 90  | 207 | 2 de diciembre de 2020  | El fútbol es así                           | 24 000 (3,9%)     |
| 91  | 208 | 2 de diciembre de 2020  | Bellezas en la nieve                       | 14 000 (0,6%)     |
| 92  | 209 | 3 de diciembre de 2020  | Sálvame: Momentazos                        | 15 0000 (2,3%)    |
| 93  | 210 | 3 de diciembre de 2020  | Vampiros                                   | 28 000 (1,2%)     |
| 94  | 211 | 4 de diciembre de 2020  | Abracadabra                                | 27 000 (4,3%)     |
| 95  | 212 | 4 de diciembre de 2020  | El cielo de los programas                  | 26 000 (1,2%)     |
| 96  | 213 | 9 de diciembre de 2020  | Terelu Campos                              | 32 000 (5,4%)     |
| 97  | 214 | 9 de diciembre de 2020  | En ruta                                    | 39 000 (1,8%)     |
| 98  | 215 | 10 de diciembre de 2020 | A tomar por saco la dieta                  | 10 000 (1,6%)     |
| 99  | 216 | 10 de diciembre de 2020 | Mila Ximénez                               | 15 000 (0,8%)     |
| 100 | 217 | 11 de diciembre de 2020 | Raíces y puntas                            | 23 000 (3,5%)     |
| 101 | 218 | 11 de diciembre de 2020 | ¡Queridísimos!                             | 21 000 (0,9%)     |
| 102 | 219 | 14 de diciembre de 2020 | Esto es trap                               | 42 000 (7,0%)     |
| 103 | 220 | 14 de diciembre de 2020 | Los personajos de CQC                      | 16 000 (0,9%)     |
| 104 | 221 | 15 de diciembre de 2020 | Más Carmen Sevilla                         | 16 000 (2,9%)     |
| 105 | 222 | 15 de diciembre de 2020 | Poder latino                               | 19 000 (1,1%)     |
| 106 | 223 | 16 de diciembre de 2020 | Pepito piscinas                            | 18 000 (3,0%)     |
| 107 | 224 | 16 de diciembre de 2020 | Santi Millán                               | 27 000 (1,4%)     |
| 108 | 225 | 17 de diciembre de 2020 | Reporteros de Sálvame                      | 25 000 (4,5%)     |
| 109 | 226 | 17 de diciembre de 2020 | Bienvenido Mr. Marshall                    | 16 000 (0,9%)     |
| 110 | 227 | 18 de diciembre de 2020 | Había una vez un circo                     | 13 000 (2,2%)     |
| 111 | 228 | 18 de diciembre de 2020 | Grandes éxitos                             | 14 000 (0,7%)     |
| 112 | 229 | 21 de diciembre de 2020 | Kiko Hernández                             | 14 000 (2,4%)     |
| 113 | 230 | 22 de diciembre de 2020 | Lo petaron                                 | 22 000 (3,8%)     |
| 114 | 231 | 23 de diciembre de 2020 | La batalla de las estrellas                | 11 000 (2,0%)     |
| 115 | 232 | 24 de diciembre de 2020 | Pekín Express                              | 22 000 (4,2%)     |
| 116 | 233 | 25 de diciembre de 2020 | Soy choni, ¿y qué?                         | 13 000 (2,4%)     |
| 117 | 234 | 28 de diciembre de 2020 | ¡Que te calles, Karmele!                   | 21 000 (4,1%)     |
| 118 | 235 | 29 de diciembre de 2020 | Música, maestro                            | 23 000 (4,7%)     |
| 119 | 236 | 30 de diciembre de 2020 | Espacio exterior                           | 26 000 (5,0%)     |
| 120 | 237 | 31 de diciembre de 2020 | Laura Valenzuela                           | 13 000 (2,5%)     |

### Especiales
| 1 | 31 de diciembre de 2019 | ¡A pasarlo bien! (I)  | 1 556 000 (11,5%) |
| 2 | 31 de diciembre de 2019 | ¡A pasarlo bien! (II) | 1 244 000 (9,6%)  |